# 馬柳駅
馬柳駅（ばりゅうえき）は中華人民共和国河北省唐山市灤州市にある、中国鉄路総公司（CR）京哈線の駅。北京鉄路局所属の4等駅に設定されている。
旅客営業と貨物（危険物は除く）両方を扱う駅である 。

## 駅構造
単式ホーム1面1線と島式ホーム1面2線、通過線4線の計2面7線の地上駅。

## 駅周辺
- 馬柳駅公安派出所
- 205国道（中国語版）

## 歴史
- 1974年 - 開業。

## 隣の駅
中国鉄路総公司
京哈線
福山寺駅 - 馬柳駅 - 楊各荘駅